# Metro de Tyne and Wear
El Metro de Tyne and Wear (en anglès, Tyne and Wear Metro) és un sistema de metro a l'Anglaterra Nord Est, servint a Newcastle upon Tyne, Gateshead, South Tyneside, North Tyneside i Sunderland, al comtat de Tyne and Wear. Es va obrir el 1980 i entre el 2007 i 2008 ha servit a 40 milions de viatgers en una xarxa d'uns 78 quilòmetres. Nexus és l'operador del sistema i és el quart sistema de metro del Regne Unit.
El metro de Tyne and Wear sol ser descrit com el primer sistema de tren lleuger modern de la Gran Bretanya. Pot ser considerat com un sistema híbrid, amb elements de tren lleuger, de metro i de ferrocarril de rodalia o interurbà.
El metro va començar a funcionar el 1980, i va ser un desenvolupament evolutiu, ja que és un sistema pioner en l'ús dels drets de via per crear un ferrocarril modern, amb túnels construïts sota Newcastle i Gateshead. Gran part de la ruta del metro va ser part d'un dels primers ferrocarrils elèctrics urbans del món, que va obrir el 1904 (vegeu Tyneside Electrics). El metro inclou la major part de dos dels ferrocarrils de passatgers més antics del món, Newcastle & North Shields Railway i Brandling Junction Railway, ambdós van obrir el 1839. En el cas de l'estació de Chichester, es troba en una antica ruta de ferrocarril miner, es va escollir aquesta part de la ruta, ja que passava per una àrea més densament poblada.

## Canvis
Amb l'obertura de l'ampliació a Sunderland el 2002, el metro es va convertir en el primer sistema del Regne Unit a implementar una forma del model Karlsruhe, utilitzant vies compartides amb trens de línies principals en el tram entre Pelaw i Sunderland. El tram de Sunderland a South Hylton va ser prèviament part de la línia de Sunderland a Durham, tancat a principis de la dècada de 1960.
Quan el metro es va obrir va ser el primer sistema de transport públic integrat al Regne Unit.

## Material rodant
El disseny dels Metrocars es deriva en part de l'alemany Stadtbahnwagen B, i van ser construïts per Metro-Cammell (Alstom) a Birmingham. Abans de l'obertura els prototips 4001 i 4002 es van sotmetre a diversos anys de proves a la pista d'assaig de North Tyneside, oberta el 1975. La pista també es va utilitzar per provar els vehicles per MTR de Hong Kong, també construït per Metro-Cammell. La pista de proves es va construir en la ruta d'un antic ferrocarril miner, i és ara la llar de la Stephenson Railway Museum.
El sistema està electrificat a 1500 V DC. Té una màxima velocitat de 80 km/h. A l'inici, al metro s'utilitzava trens d'un cotxe i actualment circulen trens de dos cotxes.

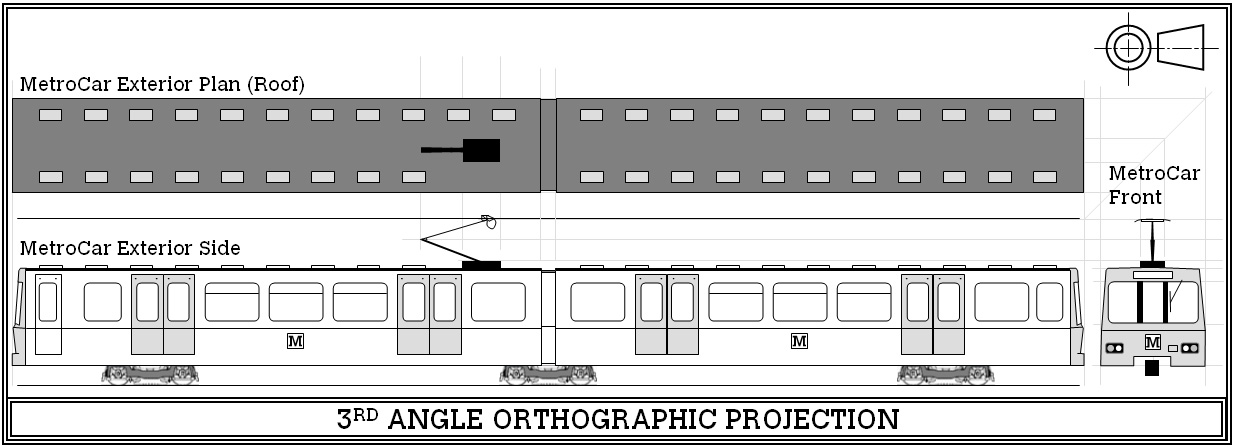
Metrocar detalls externs

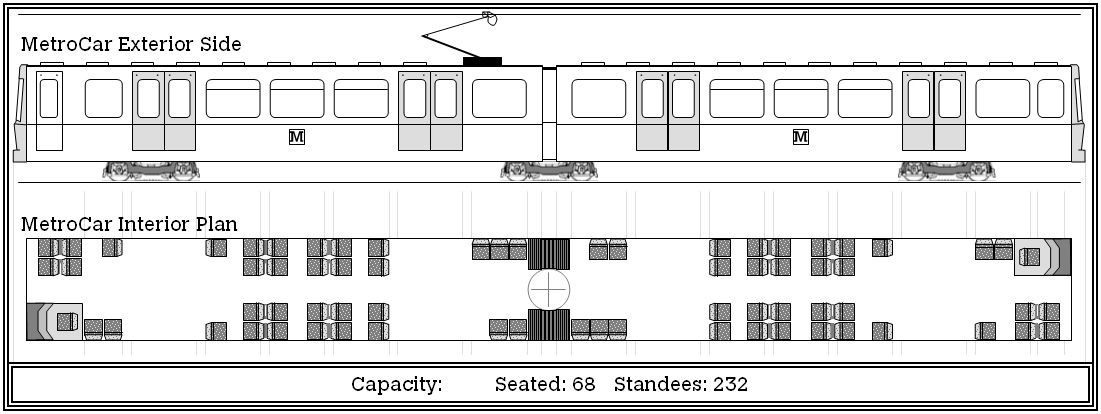
Metrocar detalls interns

## Línies
El metro de Tyne and Wear té dues línies:
- Green Line - Newcastle Airport a South Hylton via el centre de Newcastle upon Tyne, Gateshead i Sunderland.[8]
- Yellow Line - St James a South Shields via North Shields, Tynemouth, Whitley Bay, Gateshead i Jarrow.[9]

Originàriament hi havia una tercera línia anomenada Red Line entre Pelaw i Benton i una quarta, anomenada Blue Line entre St James i North Shields. En hora punta circulen trens addicionals en aquestes línies per augmentar la freqüència de les estacions més ocupades.

Geographically accurate map of the Metro.